# La Bonneville
Pour les articles homonymes, voir Bonneville.
La Bonneville (prononcer /la bɔnvil/) est une commune française, située dans le département de la Manche en région Normandie, peuplée de 176 habitants.

## Géographie
| Reigneville-Bocage, Rauville-la-Place | Reigneville-Bocage, Orglandes         | Orglandes                |
| Crosville-sur-Douve                   | La Bonneville                         | Étienville               |
| Varenguebec                           | Varenguebec, Les Moitiers-en-Bauptois | Les Moitiers-en-Bauptois |

### Hydrographie
La commune est située dans le bassin Seine-Normandie. Elle est drainée par la Douve, le bras 01 de Créveuil, le canal 01 de la commune de la Bonneville, le ruisseau de Brins, le ruisseau de Creveuil et le ruisseau de Joffre,.
La Douve, d'une longueur de 79 km, prend sa source dans la commune de Tollevast et se jette  dans la baie de Seine à Carentan-les-Marais, après avoir traversé 28 communes. 

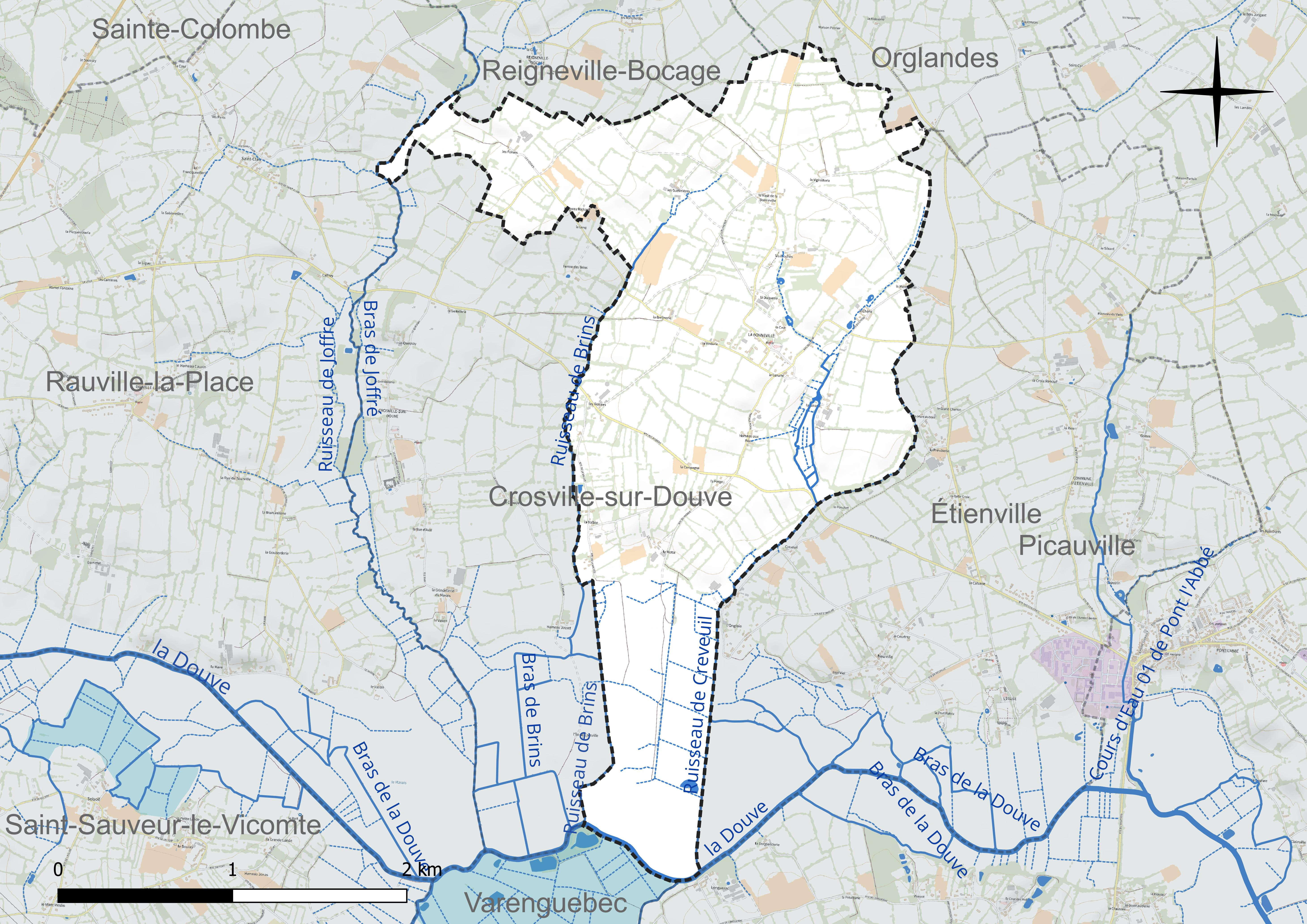
Réseau hydrographique de la Bonneville.

### Climat
Pour des articles plus généraux, voir Climat de la Normandie et Climat de la Manche.
En 2010, le climat de la commune est de type climat océanique franc, selon une étude du CNRS s'appuyant sur une série de données couvrant la période 1971-2000. En 2020, Météo-France publie une typologie des climats de la France métropolitaine dans laquelle la commune est exposée à un climat océanique et est dans la région climatique  Normandie (Cotentin, Orne), caractérisée par une pluviométrie relativement élevée (850 mm/a) et un été frais (15,5 °C) et venté. Parallèlement le GIEC normand, un groupe régional d'experts sur le climat, différencie quant à lui, dans une étude de 2020, trois grands types de climats pour la région Normandie, nuancés à une échelle plus fine par les facteurs géographiques locaux. La commune est, selon ce zonage, exposée à un « climat maritime », correspondant au Cotentin et à l'ouest du département de la Manche, frais, humide et pluvieux, où les contrastes pluviométrique et thermique sont parfois très prononcés en quelques kilomètres quand le relief est marqué.
Pour la période 1971-2000, la température annuelle moyenne est de 11,1 °C, avec une amplitude thermique annuelle de 11 °C. Le cumul annuel moyen de précipitations est de 870 mm, avec 14,2 jours de précipitations en janvier et 7,1 jours en juillet. Pour la période 1991-2020, la température moyenne annuelle observée sur la station météorologique la plus proche, située sur la commune de Sainte-Marie-du-Mont à 17 km à vol d'oiseau, est de 11,6 °C et le cumul annuel moyen de précipitations est de 890,0 mm,. Pour l'avenir, les paramètres climatiques de la commune estimés pour 2050 selon différents scénarios d'émission de gaz à effet de serre sont consultables sur un site dédié publié par Météo-France en novembre 2022.

## Urbanisme

### Typologie
Au 1er janvier 2024, La Bonneville est catégorisée commune rurale à habitat dispersé, selon la nouvelle grille communale de densité à sept niveaux définie par l'Insee en 2022.
Elle est située hors unité urbaine et hors attraction des villes,.

### Occupation des sols

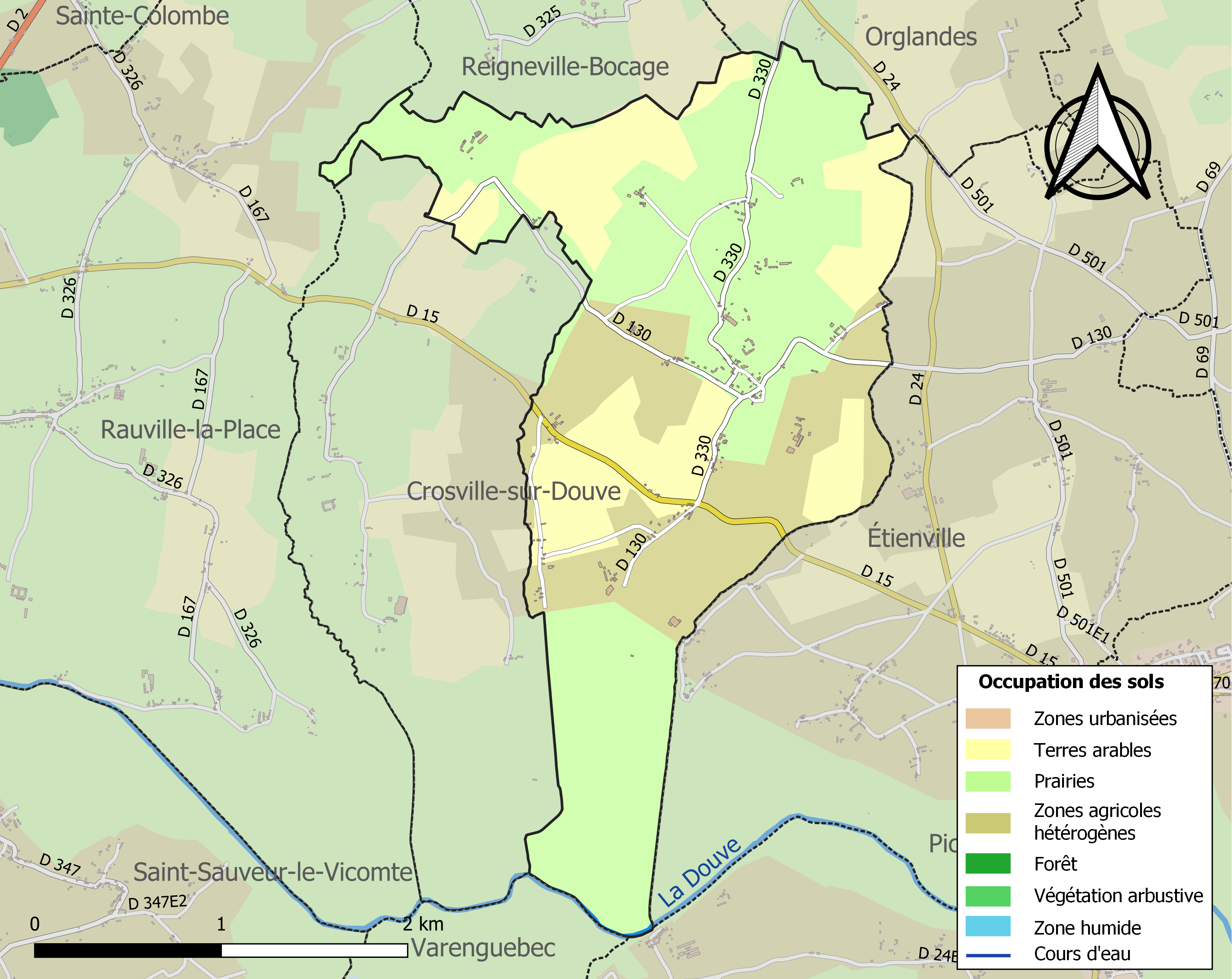
Carte des infrastructures et de l'occupation des sols de la commune en 2018 (CLC).

L'occupation des sols de la commune, telle qu'elle ressort de la base de données européenne d'occupation biophysique des sols Corine Land Cover (CLC), est marquée par l'importance des territoires agricoles (100 % en 2018), une proportion identique à celle de 1990 (100 %).
La répartition détaillée en 2018 est la suivante : prairies (51,4 %), zones agricoles hétérogènes (24,6 %), terres arables (24 %).
L'évolution de l'occupation des sols de la commune et de ses infrastructures peut être observée sur les différentes représentations cartographiques du territoire : la carte de Cassini (XVIIIe siècle), la carte d'état-major (1820-1866) et les cartes ou photos aériennes de l'IGN pour la période actuelle (1950 à aujourd'hui).

## Toponymie
Le nom de la localité est attesté sous les formes Merdosa villa au XIIe siècle, Merdose villa vers 1210, avant de devenir Bonam villam dans un État des fiefs du Roi en 1210.
Pour définir ce que l'on a pu entendre par une « ville merdeuse ». Le mot merde a été abondamment utilisé en toponymie et hydronymie pour désigner l'impureté, la saleté ou la boue, aussi bien que l'excrément. Si un champ est dit merdeuz, il s'agit sans doute de boue ; dans le cas d'une fontaine, d'eau trouble ou boueuse ; pour une ruelle, c'est aux immondices de toutes sortes que le mot fait allusion. Pour les végétaux, l'adjectif a généralement le sens de « pourri ».
Dans le cas d'une villa, c'est-à-dire d'un domaine rural médiéval, on pourra hésiter entre les sens de « boueux », « sale », et peut-être aussi « mal tenu » au figuré. Les données historiques font évidemment défaut à ce sujet, et il est pour l'heure impossible de préciser davantage.
Bonne remplace au XIIIe siècle le qualificatif infamant pour donner « bon village ».
Toponyme médiéval d'origine, créé au XIIIe siècle pour remplacer l'appellation primitive de Merdosa villa, latinisation d'une forme romane °Merdoseville non attestée, qui serait normalement devenue °Merdeuseville par la suite. On connaît en Normandie un certain nombre d'exemples de tels euphémismes, visant à remplacer un nom ressenti comme malséant par un autre, plus fade mais plus « convenable » : ainsi, Belleville-en-Caux (Seine-Maritime) est un plus ancien Merdosa villa au XIIe siècle ; le quartier d'Eauplet à Rouen est primitivement Merdeplud vers 1050, Merdepluet entre 1055 et 1174, « (l'endroit où la) merde pleut », ou «le marais (palud) merdeux», comme à Rouen toujours, la rue Malpalu, près de l'église Saint-Maclou ; le bourg de Dozulé dans le Calvados est d'abord appelé le bourg de Cul Uslé, villa de Cul Uslé en 1198, « cul brûlé », pudiquement remplacé par un « dos brûlé », etc.
Étant donné l'existence de quatre autres Bonneville en Normandie (Calvados, Eure), Louis Du Bois proposa en 1828 l'appellation de la Bonneville-en-Hague pour la différencier des précédentes. Cette modification ne fut pas retenue.
Le gentilé est Bonnevillais.

## Histoire
Au XIIe siècle, la paroisse relevait de l'honneur de Néhou.
La Bonneville eut pour seigneur Charles le Fournier de Bernaville (1634-1718),. Puis à la fin de l'Ancien Régime, Henri-Jacques Le Fauconnier (1735-1795), émigré en 1795, il commandait à Quiberon la compagnie des gentilshommes normands,.

## Politique et administration

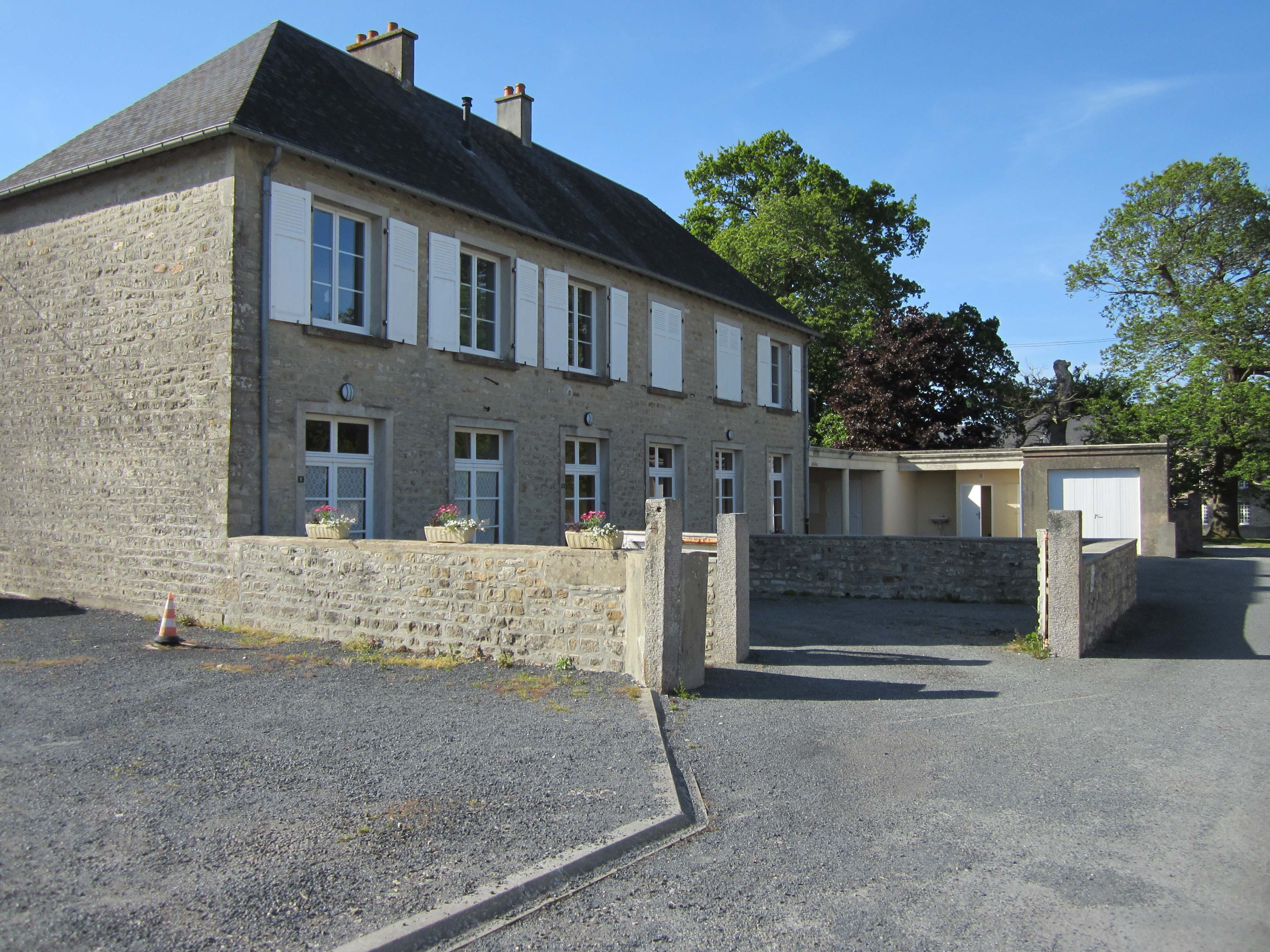
La mairie.

| Période                                  | Période   | Identité          | Étiquette | Qualité |
| ---------------------------------------- | --------- | ----------------- | --------- | ------- |
| 1965                                     | mars 2001 | Léon Flambard     |           |         |
| mars 2001                                | mars 2008 | André Legendre    |           |         |
| mars 2008                                | En cours  | Louisette Lepetit | SE        |         |
| Les données manquantes sont à compléter. |           |                   |           |         |

## Démographie
L'évolution du nombre d'habitants est connue à travers les recensements de la population effectués dans la commune depuis 1793. Pour les communes de moins de 10 000 habitants, une enquête de recensement portant sur toute la population est réalisée tous les cinq ans, les populations de référence des années intermédiaires étant quant à elles estimées par interpolation ou extrapolation. Pour la commune, le premier recensement exhaustif entrant dans le cadre du nouveau dispositif a été réalisé en 2008.
En 2022, la commune comptait 176 habitants, en évolution de −9,28 % par rapport à 2016 (Manche : −0,31 %, France hors Mayotte : +2,11 %).
| 1793 | 1800 | 1806 | 1821 | 1831 | 1836 | 1841 | 1846 | 1851 |
| ---- | ---- | ---- | ---- | ---- | ---- | ---- | ---- | ---- |
| 445  | 409  | 540  | 473  | 499  | 485  | 451  | 457  | 427  |

| 1856 | 1861 | 1866 | 1872 | 1876 | 1881 | 1886 | 1891 | 1896 |
| ---- | ---- | ---- | ---- | ---- | ---- | ---- | ---- | ---- |
| 405  | 387  | 377  | 383  | 348  | 339  | 331  | 318  | 276  |

| 1901 | 1906 | 1911 | 1921 | 1926 | 1931 | 1936 | 1946 | 1954 |
| ---- | ---- | ---- | ---- | ---- | ---- | ---- | ---- | ---- |
| 296  | 266  | 238  | 220  | 238  | 219  | 264  | 202  | 163  |

| 1962 | 1968 | 1975 | 1982 | 1990 | 1999 | 2006 | 2008 | 2013 |
| ---- | ---- | ---- | ---- | ---- | ---- | ---- | ---- | ---- |
| 190  | 205  | 173  | 154  | 129  | 143  | 158  | 162  | 195  |

| 2018 | 2022 | - | - | - | - | - | - | - |
| ---- | ---- | - | - | - | - | - | - | - |
| 178  | 176  | - | - | - | - | - | - | - |

## Culture locale et patrimoine

### Lieux et monuments
- Église de la Bonneville des XIIIe, XVIIe – XXe siècles. Elle a deux patrons : sainte Marguerite et saint Sébastien. Le chœur et la nef, dans leurs parties non remaniées, sont du tout début du XIVe siècle. Le chœur de deux travées est vouté sur croisée d'ogive. Dans une niche, située près du chœur, on peut voir le gisant de style gothique flamboyant d'un chevalier revêtu de son armure du XVIe siècle avec deux écus chargés d'une croix ansée[29],[Note 6], accompagné de deux angelots au niveau de la niche. Le blason, de sable à la croix ancrée d'or, indique qu'il s'agirait du chevalier, seigneur du lieu[Note 7], Georges Ier de Trousseauville[31]. À voir également un bas-relief la légende de saint Eustache du XIVe siècle représentant Placide, un général romain qui se convertira au christianisme, prenant le nom d'Eustache, après avoir vu apparaître un crucifix entre les bois d'un cerf qu'il poursuivait. Sur le panneau sculpté en dessus, Eustache voit deux de ses fils enlevés sur chacune des rives d'un fleuve, d'un côté par un loup et de l'autre, par un lion, fils qu'il parviendra à délivrer[29].

Sont classés au titre objet aux monuments historiques, outre le gisant et le bas-relief, un calice et sa patène du XVIIe. L'église abrite également un maître-autel du XVIIIe, les statues de sainte Marguerite de la fin du XVIe) en pierre polychrome située près de l'autel, de saint Marc du XVe, de saint Sébastien et saint Joseph du XVIIIe, une Vierge à l'Enfant du XVIIe, un saint évêque du XVe, une verrière du XXe de A. Vigneron.
Sous le porche, le portail arbore une épitaphe due à Guillaume Groult, vicaire de 44 ans au temps des guerres de Religion : « Vray serviteur de Dieu, ce facteur des humains qui allait guerroyant le maling hérétique… ».
- Manoir des Broches du XVIe siècle[35] avec une porterie Renaissance classique. Les armoiries ont été martelées.
- Croix de cimetière du XVIIIe siècle, calvaire du XIXe siècle.
- Manoir de la Cour du XVIIe siècle.
- La Binorie du XVIIIe siècle.
- La Vignetterie.
- La Motte.

### Personnalités liées à la commune
- Nicolas II de la Bonneville fut de 1339 à 1362, le 15e abbé de l'abbaye de Blanchelande[22].